# Stenoptilia nolckeni
Stenoptilia nolckeni is een vlinder uit de familie vedermotten (Pterophoridae). De wetenschappelijke naam is voor het eerst geldig gepubliceerd in 1869 door Tengström.
De soort komt voor in Europa.